# Jean-François Mattéi
Pour les articles homonymes, voir Jean-François Mattéi et Mattéi.
Jean-François Mattéi, né le 9 mars 1941 à Oran, en Algérie et mort le 24 mars 2014 à Marseille, est un professeur de philosophie grecque et de philosophie politique. Ancien élève de Pierre Aubenque et de Pierre Boutang, il fut professeur à l'université Nice Sophia Antipolis, et membre de l’Institut universitaire de France.

## Biographie

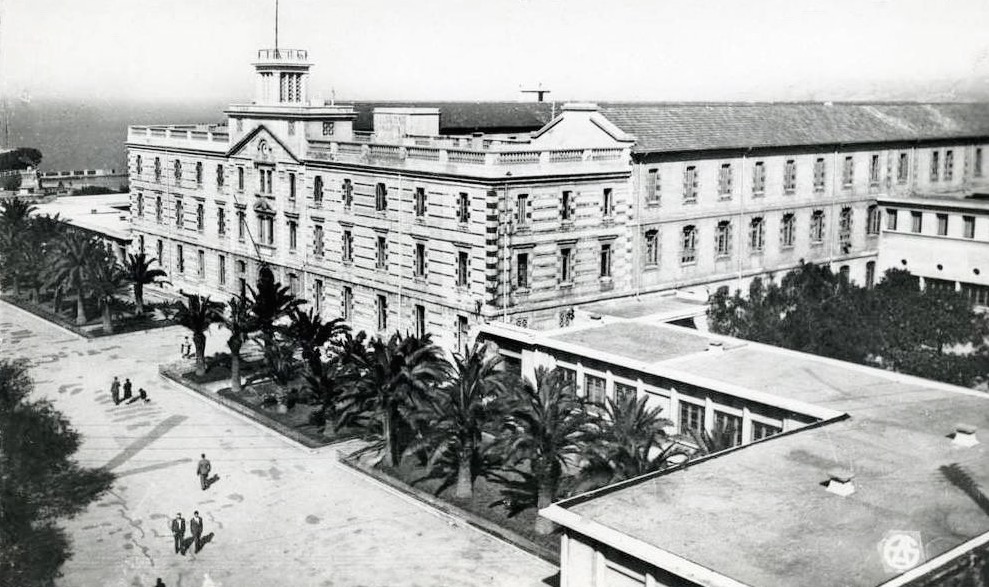
Lycée Lamoricière, Oran.

Jean-François Mattéi naît à Oran en Algérie en 1941. Il a fait des études classiques au lycée Lamoricière jusqu’à l’hypokhâgne, puis des études supérieures à l’université d'Aix où il obtient le prix Marcel Reybaud décerné à la meilleure licence de philosophie.
C'est en 1962, à 21 ans, comme la majorité des pieds noirs, que Jean-François Mattéi, issu d'une famille française d’Algérie, quitte l'Algérie.
Il est diplômé de sciences politiques à l'Institut d'études politiques d'Aix-en-Provence en 1965 et agrégé de philosophie en 1967. Il enseigne alors au lycée Fermat de Toulouse puis au lycée Thiers de Marseille jusqu'en 1980. Ayant soutenu à la Sorbonne une thèse d’État, L’étranger et le simulacre : essai sur la fondation de l’ontologie platonicienne, sous la direction de Pierre Aubenque, il obtient une chaire de professeur à l'université de Nice Sophia Antipolis en 1980.
Marié à Anne Jaubert, il a trois enfants, Philippe, Alexandre et Isabelle.
Il décède d'une pneumonie foudroyante, le 24 mars 2014, à Marseille.

### Professeur de philosophie en lycée
Jean-François Mattéi, agrégé de philosophie, a enseigné neuf ans au lycée Thiers, à Marseille.

Jean-François Mattéi, professeur de philosophie
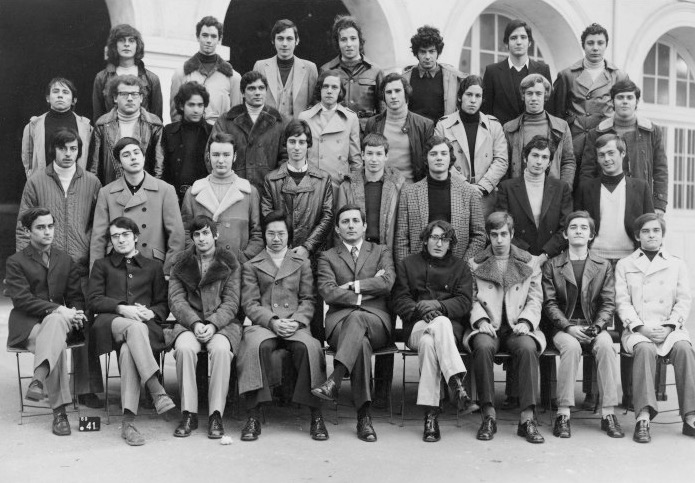
lycée Thiers, Marseille, 1971-1972.
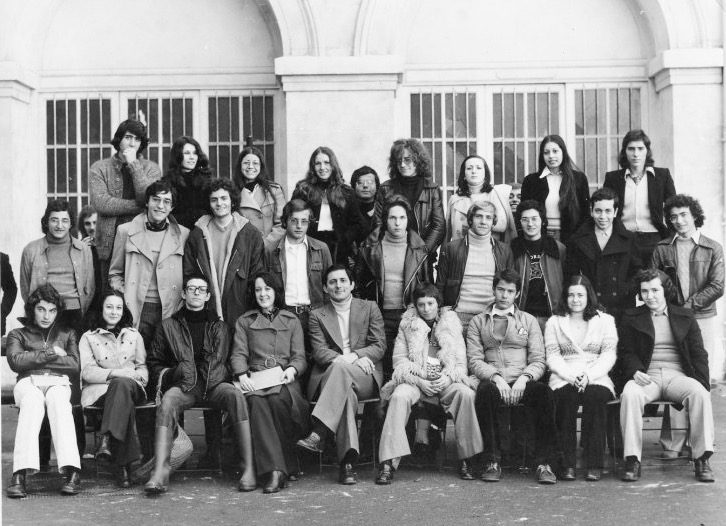
lycée Thiers, Marseille, 1973, Terminale A.
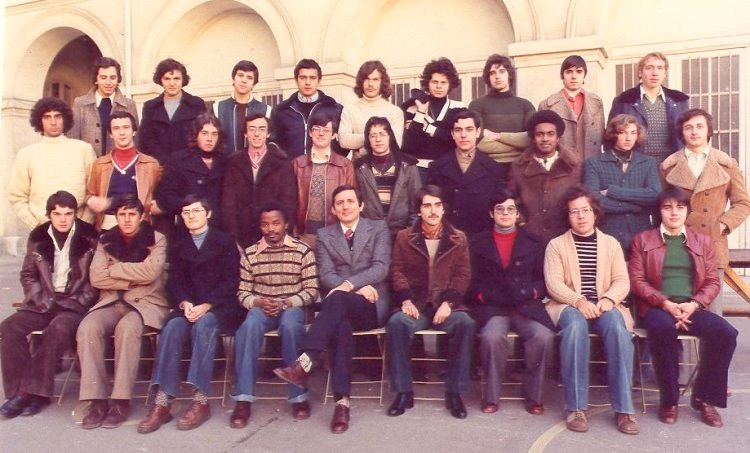
lycée Thiers, Marseille, 1977, Terminale A1.

### Fonctions universitaires
Professeur à l’université de Nice Sophia Antipolis depuis octobre 1980, il a dirigé le département de philosophie de 1984 à 1988, puis le DEA de la formation doctorale « Philosophie et Histoire des Idées » depuis 1995 et le master « Philosophie » depuis 2004. Il a pris sa retraite comme professeur émérite de l'université de Nice en 2007.

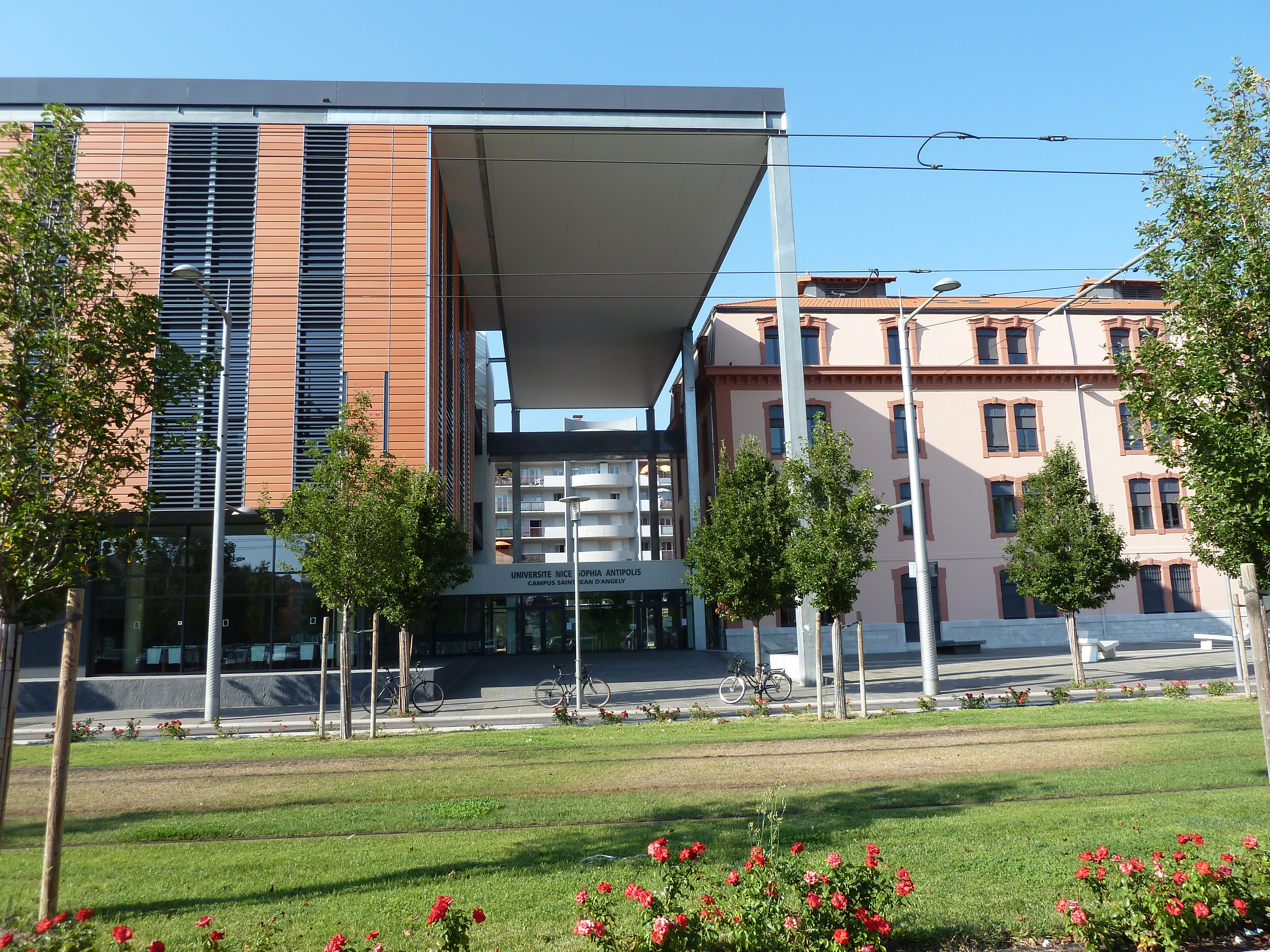
Université Nice Sophia Antipolis.

Pendant 30 ans, avec Dominique Janicaud et Françoise Dastur, Jean-François Mattéi a été l'un des contributeurs du rayonnement de l’université de Nice en ce qui concerne le « pôle international d’étude et d’enseignement de la Phénoménologie, de ses méthodes d’analyse et de ses grandes philosophies ».
Il a été élu membre de l’Institut universitaire de France en 1996 et renouvelé en 2001.
Membre du comité d’éthique du CIRAD (Centre de coopération internationale en recherche agronomique pour le développement) depuis 2000, il a été également membre du Conseil National pour un Nouveau Développement des Sciences Humaines et Sociales (nommé par le ministre de l’Éducation nationale) de 1998 à 2001. Responsable en philosophie et en sciences humaines pour le COFECUB (Comité français d’évaluation de la coopération universitaire avec le Brésil) depuis 1998. Expert pour la philosophie auprès du ministère de l’Enseignement supérieur et de la Recherche.
Il enseigne la philosophie politique contemporaine à l’Institut d'études politiques d'Aix-en-Provence de 1973 à 2012. Enfin, il a été professeur associé à l’Université Laval (Québec) en 2003, et professeur invité à l’université de Marmara (Istanbul) de 1991 à 1994.

### Fonctions administratives
Jean-François Mattéi a rempli les fonctions de conseiller personnel du ministre de l’Éducation nationale François Bayrou de 1993 à 1994.
Membre du Conseil national des universités (XVIIe section) de 1992 à 1995 (vice-président), puis de 1995 à 1998, et de 2003 à 2006.
Membre du groupe d’experts en sciences humaines et sociales de la mission scientifique et technique du ministère de l’Enseignement supérieur et de la Recherche de 1994 à 1998, et de 2002 à 2007.
Président de la Commission de spécialistes en philosophie de l’université de Nice depuis 1997, et membre des Commissions de spécialistes en Philosophie des Universités de Paris-Sorbonne (Paris IV), de l’université de Bourgogne (Dijon) et de l'université de Marne-la-Vallée.
Membre du Conseil supérieur régional de la recherche et de la valorisation de la Région Provence-Alpes-Côte d’Azur de 1994 à 1998 : vice-président responsable de la Commission Sciences Humaines et Sociales. Membre de l’Académie interdisciplinaire européenne des Sciences depuis 1996. Nommé à la section Prospective du Conseil économique, social et environnemental (CESER) de la région Provence-Côte d’Azur en 2008 et reconduit en 2014.
Jean-François Mattéi a été élevé au grade de chevalier de la Légion d'honneur à la promotion de Pâques 2004. Il fut à tort confondu avec le généticien Jean-François Mattei (sans accent), « à qui on reprochait alors les méfaits de la canicule de 2003 ».
Il anime de nombreuses conférences et colloques, au Centre Universitaire Méditerranéen de Nice (CUM : direction Mme Martine Gasquet), dans le Cercle algérianiste, ou les Colloques de Menton « Penser notre temps », ainsi que les séminaires du Collège des Bernardins à Paris. Il est aussi administrateur du Comité France de l'Institut Thomas-More.

### Fonctions éditoriales
- Membre du Comité scientifique de la revue Les Études philosophiques depuis 1985, du Conseil de rédaction de la revue Laval théologique et philosophique (Québec) en 1997, et du Comité de rédaction de la revue Cités (dirigé par Yves Charles Zarka ; Paris) en septembre 2003.
- Directeur de la revue Noesis (Nice-Paris, éditions Vrin) de 2003 à sa mort.
- Directeur de la collection « Thémis-Philosophie », aux Presses universitaires de France (Paris) en 1995, et de la collection « Chemins de pensée » aux Éditions Ovadia (Nice-Paris-Montréal) en 2006.

## Listé sélective de publications

### Livres (en nom propre)
- L’Étranger et le Simulacre. Essai sur la fondation de l’ontologie platonicienne, Paris, PUF, coll. "Épiméthée", 1983.
- (avec Dominique Janicaud), La Métaphysique à la limite[9]. Cinq essais sur Heidegger, Paris, PUF, coll. "Épiméthée", 1983. L'ouvrage, augmenté d'une préface et d'un dialogue inédit avec Dominique Janicaud, a été réédité en 2010 par les Éditions Ovadia.
- L'Ordre du monde. Platon, Nietzsche, Heidegger[10], Paris, PUF, 1989.
- Pythagore et les Pythagoriciens, Paris, PUF, « Que sais-je ? », no 2732, 1993.
- Platon et le miroir du mythe, Paris, PUF, coll. Quadrige, 1996.
- Heidegger et Hölderlin. Le Quadriparti, Paris, PUF, coll. Épiméthée, 2001.
- La Barbarie intérieure : Essai sur l'immonde moderne, Paris, PUF, 1999, 334 p. (ISBN 978-2-13-054157-8).2e édition augmentée, 2002 ; réédition "Quadrige-Débats", 2004. Prix du Cardinal Mercier 2001 de l'université de Louvain.
- Civilisation et barbarie, avec Denis Rosenfield, Paris, PUF, 2002.
- De l’indignation, Paris, La Table Ronde, 2005.
- Platon, Paris, PUF, « Que sais-je ? », no 880 2005.
- La Crise du sens, Nantes, Cécile Defaut, 2006.
- L’Énigme de la pensée, Nice-Paris, Éditions Ovadia, 2006.
- (avec Raphaël Draï), La République brûle-t-elle? Essai sur les violences urbaines françaises, Paris, Michalon, 2006. Des philosophes, politologues et essayistes apportent leur contribution qui présente plusieurs points de vue sur les violences urbaines qui ont secoué la France en fin d'année 2005. Contribution de Marc Knobel, Robert Redeker, Mezri Haddad, Jean-Jacques Wunenburger, Chantal Delsol, Michel Maffesoli, Jeanne-Hélène Kaltenbach, Bruno Étienne, Dominique Folscheid, Jacques Dewitte
- Le Regard vide. Essai sur l'épuisement de la culture européenne, Paris, Flammarion, 2007. Cet ouvrage a été couronné du prix Montyon 2008 décerné par l’Académie française dans la catégorie des prix de littérature et de philosophie.
- Le Sens de la démesure, Cabris, Éditions Sulliver, 2009. Voir un extrait ici.
- L’identité de l'Europe, avec Chantal Delsol, Paris, PUF, 2010.
- Jorge Luis Borges et la philosophie, Nice-Paris, Éditions Ovadia, 2010.
- Albert Camus. Du refus au consentement, Paris, PUF, 2011.
- Le Procès de l'Europe, Paris, PUF, 2011 et Presses de l'Université d'Ottawa, 2011.
- Philosophie de la chirurgie esthétique. Une chirurgie nommée Désirs, avec le Dr Henry Delmar, Paris, Odile Jacob, 2011.
- Edgar Poe ou le regard vide. Essai sur L'Homme des foules d'Edgar Poe, Paris, Manucius, 2011.
- Le Démon de la tempérance, préface de Xénophon, Les Mémorables de Socrate, Paris, Manucius, 2012.
- La Puissance du simulacre. Dans les pas de Platon, Paris, François Bourin, 2013
- Comprendre Camus, avec les illustrations de Aseyn, Max Milo Éditions, 2013  (ISBN 978-2315003860) [présentation en ligne]
- Citations de Camus expliquées, Eyrolles, 2013  (ISBN 978-2212556018) [présentation en ligne]
- Les Philosophes antiques, deux coffrets de 6 CD, Fremeaux et Associés, Paris, 2013.
- L’Homme dévasté. Essai sur la déconstruction de la culture, Paris, Grasset, 2015.

### Directeur de volume
- La Naissance de la Raison en Grèce, Actes du congrès de Nice de 1987, PUF, 1990 ; réédition "Quadrige", 2006.
- Encyclopédie philosophique universelle : 
  - volume III, Les Œuvres philosophiques (deux tomes), Paris, PUF, 1992.
  - volume IV, Le Discours philosophique, Paris, PUF, 1998.
- Dictionnaire critique de l'ésotérisme, directeur de la section "Antiquité", Paris, PUF, 2005.
- Nietzsche et le temps des nihilismes, Paris, PUF, 2005.
- L’Identité de l’Europe, avec Chantal Delsol, Paris, PUF, 2010.
- La Transcendance de l'homme : études en hommage à Thomas De Koninck, en collab. avec Jean-Marc Narbonne, Québec, Presses de l'Université Laval, 2012 - incluant des contributions de Jean-François Mattéi, Jean-Marc Narbonne, Jean-Luc Marion, Chantal Delsol, Leslie Armour, Luc Langlois, Jean-François de Raymond, Gilbert Larochelle, Yves Charles Zarka, Gabor Csepregi, Rémi Brague, Dominique Folscheid et Jean-Jacques Wunenburger.